# Симонсон, Луиза
Луиза Симонсон (англ. Louise Simonson; имя при рождении — Мэри Луиза Александер (англ. Mary Louise Alexander); род. 26 сентября 1946, Атланта, Джорджия, США) — американская писательница комиксов.

## Ранние годы
Симонсон родилась 26 сентября 1946 в Атланте. В 1964 году, во время учёбы в Государственном колледже Джорджии, Луиза познакомилась с однокурсником Джеффри Джонсом. Они начали встречаться и поженились в 1966 году. В следующем году у них родилась дочь Джулианна. После окончания учёбы пара переехала в Нью-Йорк. Вскоре они расстались, но Симонсон продолжала использовать имя Луиза Джонс (англ. Louise Jones) в течение нескольких лет после этого.
В 1973 году Луиза познакомилась с писателем и художником комиксов Уолтом Симонсоном. Они начали встречаться в августе 1974 года и поженились 1980 году.

## Награды
- Eagle Award за Power Pack (1985)
- Comics Buyer’s Guide Award за The Death of Superman (1992)
- Inkpot Award в категории «Outstanding Achievement in Comic Arts» (1992)[6]

## Работы

### Capstone Publishers
- Far Out Fairy Tales: Snow White and the Seven Robots OGN (2015)

### Dark Horse Comics
- Star Wars: River of Chaos #1-4 (1995)

### DC Comics
- Action Comics #701, 1000, Annual #6 (1994, 2018)
- Adventures of Superman #500, 568-569, 571, Annual #3 (1993—1999)
- Convergence Superman: Man of Steel #1-2 (2015)
- DC Primal Age #1 (2019)
- DC Retroactive: Superman — The '90s #1 (2011)
- The Death of Superman #1-12 (вебкомикс) (2018)
- Detective Comics #635-637, Annual #4 (1991)
- Doomsday Annual #1 (1995)
- New Titans #87, 94-96, Annual #10 (1992—1994)
- Showcase '96 #2 (1996)
- Steel #1-3, 5-16, 21-27, 29-31, #0, Annual #2 (1994—1996)
- Supergirl/Lex Luthor Special #1 (1993)
- Superman 3-D #1 (1998)
- Superman Forever #1 (1998)
- Superman Red/Superman Blue #1 (1998)
- Superman: Save the Planet #1 (1998)
- Superman: The Man of Steel #1-56, 59-83, 86, #0, Annual #2, 4, 6 (1991—1999)
- Superman: The Man of Tomorrow #11-14 (1998—1999)
- Superman: The Wedding Album #1 (1996)
- Wonder Woman #600 (2010)
- Wonder Woman 1984 #1 (2020)
- Wonder Woman: Warbinger GN (2020)
- World of Warcraft #15-25 (2009—2010)

### Ibooks
- Magnus, Robot Fighter #1 (2005)

### IDW
- Rocketeer Adventures #4 (2012)
- Super Secret Crisis War #1-6 (2014)
- Super Secret Crisis War! Codename: Kids Next Door one-shot (2014)
- Super Secret Crisis War! Cow and Chicken one-shot (2014)
- Super Secret Crisis War! Foster’s Home for Imaginary Friends one-shot (2014)
- Super Secret Crisis War! The Grim Adventures of Billy and Mandy one-shot (2014)
- Super Secret Crisis War! Johnny Bravo one-shot (2014)

### Image
- Gen13 Bootleg #4 (1997)
- Wildstorm! #1 (1995)

### Marvel Comics
- Adventures in Reading Starring the Amazing Spider-Man #1 (промо) (1990)
- Amazing High Adventure #1 (1984)
- The Amazing Spider-Man Annual #19 (1985)
- Avengers: Earth’s Mightiest Heroes #9 (2013)
- Avengers Origins #1 (промо) (2015)
- Captain America Meets the Asthma Monster #1 (промо) (1988)
- Chaos War: X-Men #1 (2011)
- Fantastic Four #645 (2015)
- Fantastic Four Annual 2000 #1 (2000)
- Galactus: The Devourer #1-6 (1999—2000)
- Girl Comics #3 (2010)
- Havok and Wolverine Meltdown #1-4 (1989)
- Heroes for Hope Starring the X-Men #1 (1985)
- Iron Age #3 (2011)
- Life of Christ: The Christmas Story #1-2 (1993—1994)
- Marvel Adventures: Super Heroes #7, 11 (2009)
- Marvel Super Special #38 (1985)
- Marvel Team-Up #149-150, Annual #7 (1984—1985)
- Mystic Arcana: Magik #1 (2007)
- Новые мутанты #55-80, 82-91, 93-97, Annual #4-6 (1987—1991)
- Power Pack #1-20, 22-33, 35, 37, 39-41, Holiday Special #1 (1984—1988, 1992)
- Power Pack: Grow Up #1 (2019)
- Red Sonja #8-13 (1985—1986)
- Sensational She-Hulk #29-30 (1991)
- Spellbound #1-6 (1988)
- Spider-Man and Power Pack #1 (промо) (1984)
- Starriors #1-4 (1984—1985)
- Warlock #1-9 (1999—2000)
- Web of Spider-Man #1-3 (1985)
- X-Factor #6-64, Annual #3, 5 (1986—1991)
- X-Factor Forever #1-5 (2010)
- X-Men: Black Sun #4 (2000)
- X-Men: Gold #1 (2014)
- X-Men: Legends #3-4 (2021)
- X-Terminators #1-4 (1988—1989)

### Tokyopop
- Warcraft Legends #5 (2009)

### Valiant
- Faith #5-6 (2016)

### Virtual Comics
- The 6 #2-3 (1996)

### Warren Publishing
- Creepy #101 (1978)
- Eerie #81, #99 (1977—1979)

### Welsh Publishing Group
- Superman & Batman Magazine #5 (1994)